# Аксинино (Ярославская область)
Аксинино — деревня в Даниловском районе Ярославской области. Входит в состав Даниловского сельского поселения.

## География
Деревня расположена в северо-восточной части области на расстоянии примерно в 6 километрах по прямой к западу от районного центра Данилова.
Часовой пояс
Деревня Аксинино как и вся Ярославская область, находится в часовой зоне МСК (московское время). Смещение применяемого времени относительно UTC составляет +3:00.

## Население
| 2007 | 2010 |
| ---- | ---- |
| 0    | →0   |

Национальный состав
Согласно результатам переписи 2002 года, в национальной структуре населения русские составляли 100 % из 1 чел..